# Pötsche
Pötsche ist ein altes Wort für ‚Felswand‘ oder ‚Höhle‘. Es ist wohl slawischen Ursprungs und findet sich noch als Toponym.

## Wortherkunft und Verwendung
Pötsche[n] wird von einem slawischen Wort pečina abgeleitet. Dieses lebt heute noch im Serbokroatischen als pećina für ‚Höhle‘. Im Deutschen ist es durch das Alpenslawische (protoslowenisch) tradiert – wobei aber das moderne Slowenisch für ‚Höhle‘ das Vokabel jama verwendet, pečina heißt ‚Fels[en]‘.
Das Wort (f.) war zumindest im 19. Jahrhundert im Osttirolischen im Sinne ‚Höhle unter Felsen‘, also ‚Liegestätte‘, noch lebend (Tiroler Idiotikon, für den Raum Prägraten). Die Nebenbedeutung ‚Liegestätte, Rastplatz, Unterstand‘ ist für den Alpenraum in Bezug auf Unterhöhlungen in Felswänden oder unter freiliegenden Großsteinen gut dokumentiert, auch archäologisch.
Die Wurzel des Wortes wird in einem urslawischen *pekt ‚Einhöhlung unter einem überhängenden Felsen‘ zu *pek ‚Hitze‘ vermutet. Diese Wurzel entspräche exakt dem Bedeutungsspektrum des deutschen Wortes Ofen, das – sei es über mögliche [südseitige] Erwärmung, befeuerbare Lagerstellen oder reine Ähnlichkeit zu alten Ofenformen – mutmaßlich ebenfalls dieselben topographischen Sachverhalte beschreibt, genau wie das heutige slowenische Wort peč, das ‚Ofen‘ und auch ‚Fels‘ bedeuten kann. Heinz Dieter Pohl schlägt in seiner Publikation zu Bergnamen in diesem semantischen Zusammenhang für beide Wurzeln eine Ableitung aus der Grundbedeutung ‚Fels(-enhöhle)‘ vor.

## Verbreitung
Sortierung mutmaßlicher Herleitungen grob Ost nach West, Süd nach Nord (Koordinaten nicht für abgeleitete Namen; 
):
- Petzen/Peca (dt./slow.), Bergmassiv der Karawanken (⊙), mit Kordeževa peč (dt. Kordeschkopf, 2124 m, nach einem Hofnamen), Hochpetzen (Feistritzer Spitze, slow. Bistriška špica 2113 m).[5][6]
- Peč/Ofen (slow./dt.), Berg in den Karawanken (⊙); dt. zu Ofen, heute Dreiländereck, ital. übertragen Monte Forno
- Zapotnikova peč, Gipfel der Saualpe, Kärnten (Lavanttaler Alpen, ⊙; dt. Sapotnigofen zu Ofen, beide nach einem Hofnamen)[6]
- Junčkove peči (slowenisch, dt. Jantschkifels), Felsgipfel am Hühnerkogel der Koralpe, Dreiländereck (Lavanttaler Alpen, ⊙)
- Peggau, Ort im Murtal, Steiermark (⊙, urkundlich de Peka, Peckach)[5]
- Pötschberg, südlicher Vorberg der Zellerhüte bei Mariazell (⊙)[5]
- Hohe Pötschen, Berg der Mürzberge bei Kapfenberg
- Pötschenstein, nordöstlicher Nebengipfel des Sandlingstocks im Salzkammergut an der oberösterreichisch-steirischen Grenze (⊙)
- Pötschenwand, Schluchtwand im Salzkammergut an der oberösterreichisch-steirischen Grenze (⊙), dort auch der Pötschenpass und der Ort Pötschen (1265 Beten, c. 1430 die Pechsen)[5]

Ungesichert:
- Pest, Ort an der Donau (Ungarn, ⊙); Stadtteil von Budapest (gegenüber Ofen/Buda vielleicht zu Ofen)[7]
- Petzeck, Gipfel der Schobergruppe, Hohe Tauern (⊙), dort auch Petzeckscharte – vielleicht aber auch zu (räto)romanisch Piz ‚Spitze‘[6]